# 卡彻尔语
卡彻尔语是一种尼科巴语支语言，分布在尼科巴群岛中部。除德林格德方言以外:37–38，不能与其他中尼科巴语支语言互通。2004年印度洋大地震后德林格德岛人口被疏散至楠考里岛和格莫尔达岛，可以预见它将很快灭绝。